# Lanceoporidae
Lanceoporidae is een familie uit van de orde Cheilostomatida uit de klasse van de Gymnolaemata en de stam mosdiertjes.

## Geslachten
- Calyptotheca Harmer, 1957
- Emballotheca Levinsen, 1909
- Lanceopora d'Orbigny, 1851
- Stephanotheca Reverter-Gil, Souto & Fernández-Pulpeiro, 2012